# Mohammad Jihad al-Laham
Mohammad Jihad al-Laham (en árabe: محمد جهاد اللحام‎; Damasco, 13 de enero de 1954) es un jurista y político sirio, que se desempeñó como Presidente del Consejo Popular de Siria (2012-2016) y de la Corte Constitucional Suprema (2018-).

## Biografía
Nacido en Damasco, capital de Siria, en enero de 1954, es abogado de la Universidad de Damasco.
Un prominente abogado de defensa criminal, ha sido miembro de la Conferencia General de Abogados de Siria y de la oficina permanente de la Unión Árabe de Abogados. Así mismo, dirige la oficina de Damasco del Sindicato de Abogados Sirios.
El 7 de mayo de 2012, fue elegido representante de Damasco. El 24 de mayo de 2012, al-Laham fue elegido presidente del Parlamento. Recibió 225 votos de 250. Su selección fue una de las primeras actas del nuevo Parlamento de Siria. Es miembro del Partido Baaz Árabe Socialista – Región Siria. Tras su elección como presidente, declaró que "Siria está de paso a una etapa que requiere que cada individuo haga su esfuerzo "y que" la Asamblea sea un espejo que refleje la realidad de todos los sirios y satisfaga sus aspiraciones ".
En mayo de 2018 fue nombrado presidente de la Corte Constitucional Suprema, por parte del presidente Bashar al-Ásad.